# Czarne święta
Czarne święta (ang. Black Christmas) – klasyczny kanadyjski dreszczowiec filmowy z 1974 roku w reżyserii Boba Clarka. W 2006 powstał remake thrillera – amerykańsko-kanadyjska koprodukcja Krwawe święta z Katie Cassidy w roli głównej.

## Opis fabuły
Do żeńskiego akademika włamuje się intruz. Tymczasem grupa dziewcząt w akademiku dostaje dziwne telefony od niejakiego Billy’ego. Nie wiedzą że, w te święta rozegra się w nim prawdziwy koszmar.

## Obsada
- Olivia Hussey jako Jessica Bradford
- Keir Dullea jako Peter Smythe
- Margot Kidder jako Barbie Coard
- John Saxon jako Kenneth Fuller
- Marian Waldman jako pani Mac
- Andrea Martin jako Phyllis Carlson
- James Edmond jako pan Harrison
- Doug McGrath jako sierżant Nash (w czołówce jako Douglas McGrath)
- Art Hindle jako Chris Hayden
- Lynne Griffin jako Clare Harrison
- Michael Rapport jako Patrick
- Leslie Carlson jako Graham (w czołówce jako Les Carlson)
- Martha Gibson jako pani Quaife
- Pam Barney jako Jean
- John Rutter jako detektyw Wynman